# Барков, Дмитрий Сергеевич
Дмитрий Сергеевич Барков (род. 19 июня 1992, Санкт-Петербург) — российский футболист, нападающий клуба «Зенит-2».

## Карьера
Воспитанник петербургской школы ДЮСШ «Коломяги». На профессиональном уровне дебютировал в 2011 году в составе петрозаводской «Карелии». В сезоне 2013/14 вместе с «Тосно» выиграл первенство ПФЛ в зоне «Запад». 2014 год доигрывал в «Калуге».
1 мая 2015 года в статусе свободного агента перешёл в эстонский клуб Премиум лиги «Нарва-Транс». В первом же матче отметился победным голом в ворота «Нымме Калью».
С приходом Мухсина Мухамадиева на пост главного тренера в душанбинский «Истиклол», осенью 2016 года, клуб заключил контракт с Барковым в январе 2017 года. Через год он вернулся в «Нарву Транс». В Премиум-Лиге он забил за команду 17 мячей, став её лучшим бомбардиром. По окончании сезона покинул клуб.
В феврале 2019 года подписал контракт с подмосковным клубом «Химки». В победном полуфинале Кубка России 2019/20 вышел на 62-й минуте.
В 2020—2022 годах выступал за «СКА-Хабаровск».
22 июня 2022 года подписал 2-летний контракт с «Балтикой». Первый гол за калининградскую команду забил 9 октября 2022 года, в домашней игре против «Нефтехимика» (2:2).

## Достижения
«Тосно»
- Победитель зоны «Запад» Второго дивизиона: 2013/14.

«Истиклол»
- Чемпион Таджикистана: 2017.
- Финалист Кубка Таджикистана: 2017.
- Финалист Кубка АФК: 2017.

«Химки»
- Финалист Кубка России: 2019/20.